# ب‌ام‌و سری ۲
ب‌ام‌و سری ۲ (انگلیسی: BMW 2 Series) نام یک سری از خودروهای شرکت آلمانی ب‌ام‌و می‌باشد که طبق استدلال ب‌ام‌و شامل مدل‌های اسپرت می‌باشد که از خانواده ب‌ام‌و سری ۱ جدایی یافته‌اند. این سری در حال حاضر شامل سه نسخه کوپه کابریو (با کد اف۲۲)، اکتیو تورر (با کد اف۴۵) و گرند تورر (با کد اف۴۶) است.
سری ۲ دارای رقبایی از شرکت‌های آلمانی آئودی و مرسدس بنز است که به ترتیب آئودی ای۳ و مرسدس-بنز کلاس-سی‌ال‌ای نام دارند. این خودرو توسط شرکت ب‌ام‌و ام تقویت شده و ب‌ام‌و ام۲ نام گرفته که دارای موتور شش سیلندر سه لیتری می‌باشد.
سری ۲ گرند تورر در ژوئن ۲۰۱۵ معرفی شد.

## نسل اول (۲۰۱۴—اکنون)

### نسخه‌ها

#### ب‌ام‌و سری ۲ کوپه (اف۲۲؛ ۲۰۱۴—اکنون)

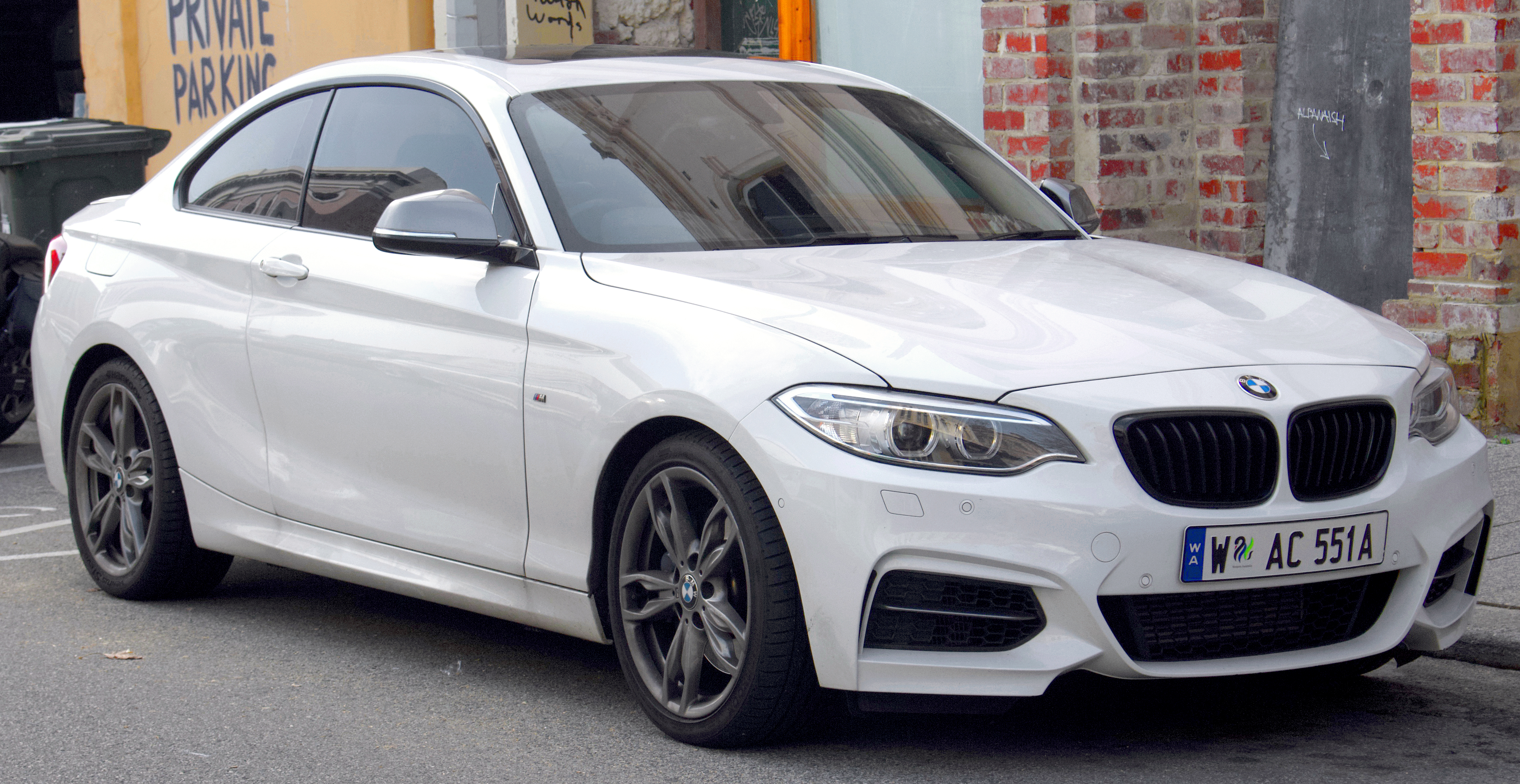
ب‌ام‌و ۲۳۵آی دی‌ام کوپه

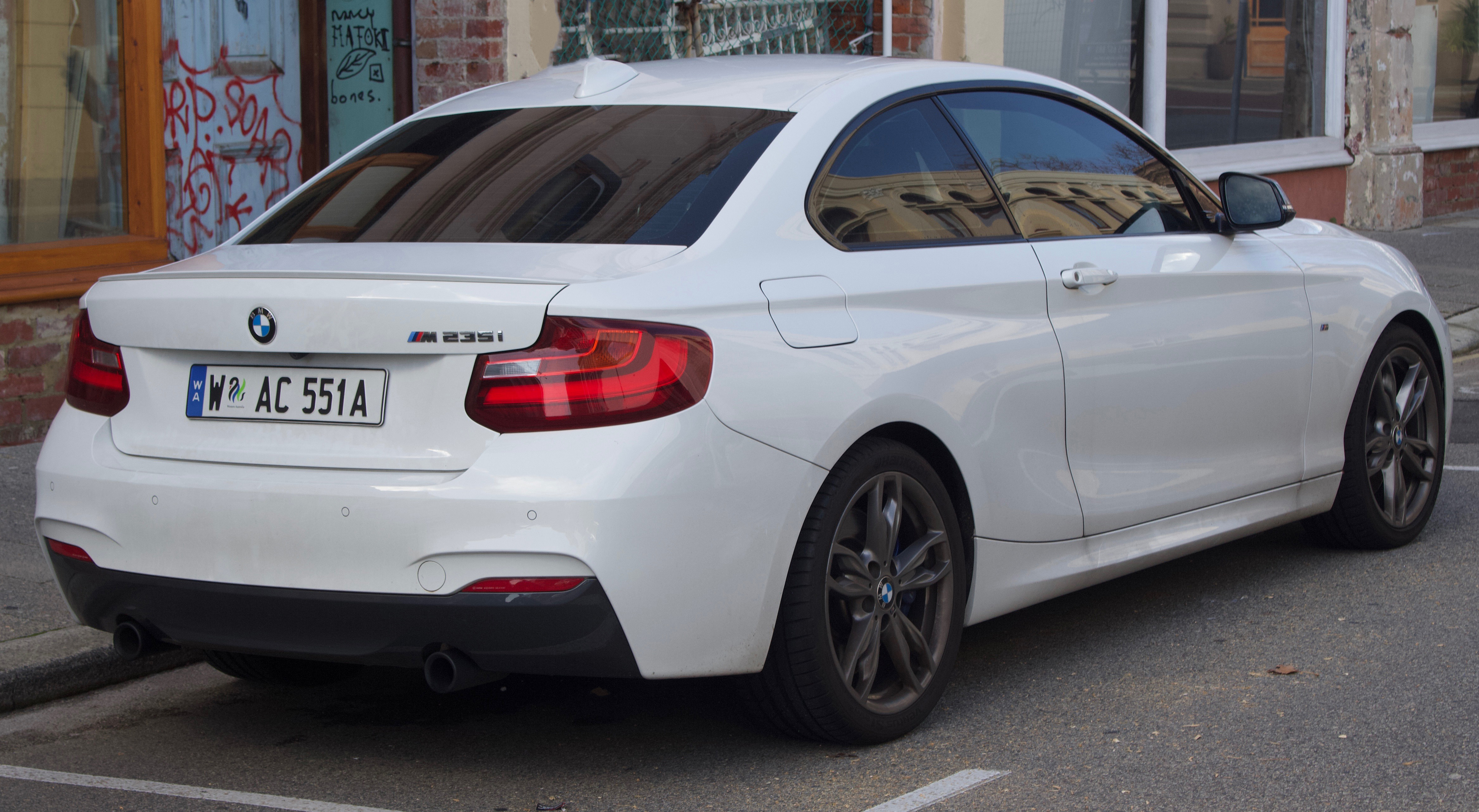
ب‌ام‌و ۲۳۵آی دی‌ام کوپه

ب‌ام‌و سری ۲ کوپه و کابریو یک نوع خودروی محور عقب است که با مدل‌های کوپه (اف۲۲) و کابریو (اف۲۳) و بر اساس ب‌ام‌و سری ۱ (اف۲۰) عرضه می‌شود.

#### ب‌ام‌و سری ۲ اکتیو تورر (اف۴۵؛ ۲۰۱۴–اکنون)

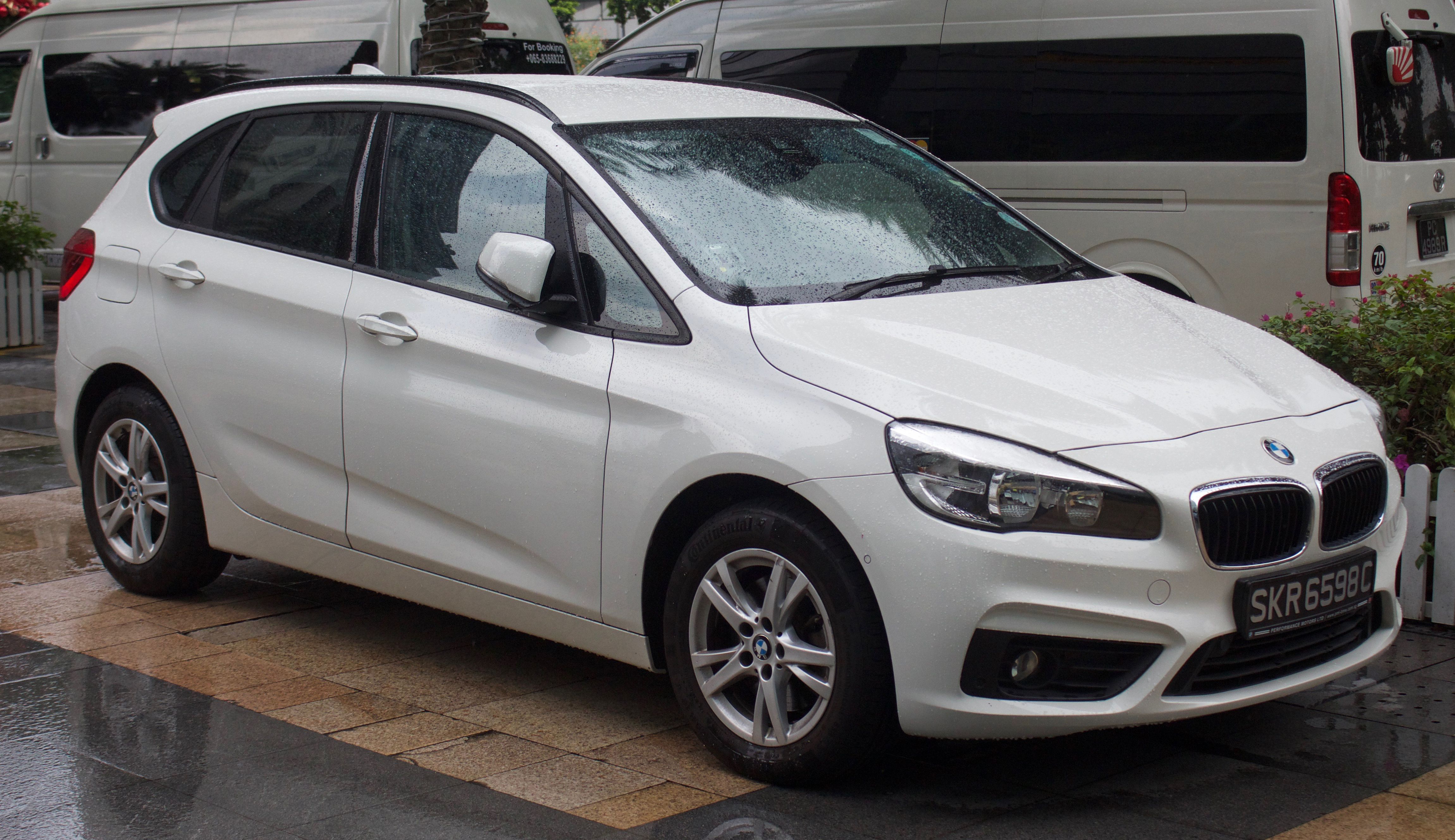
ب‌ام‌و ۲۱۸آی اکتیو تورر هاچ‌بک

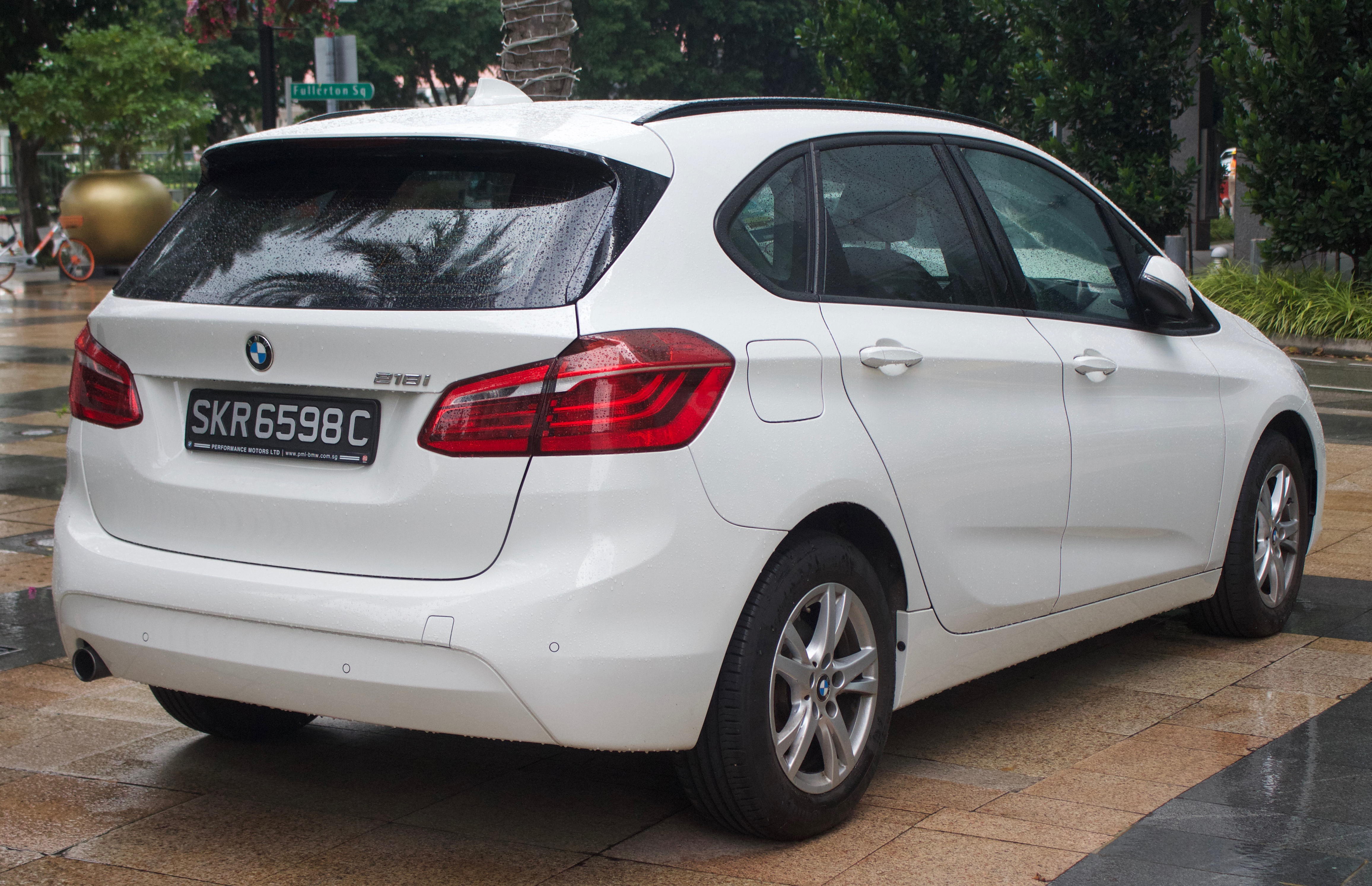
ب‌ام‌و ۲۱۸آی اکتیو تورر هاچ‌بک

ب‌ام‌و سری ۲ اکتیو تورر یک خودروی کامپکت ام‌پی‌وی محورجلو است که بر روی پلت فرم یوکیوال ب‌ام‌و قرار دارد.

#### ب‌ام‌و سری ۲ گرند تورر (اف۴۶؛ ۲۰۱۵–اکنون)

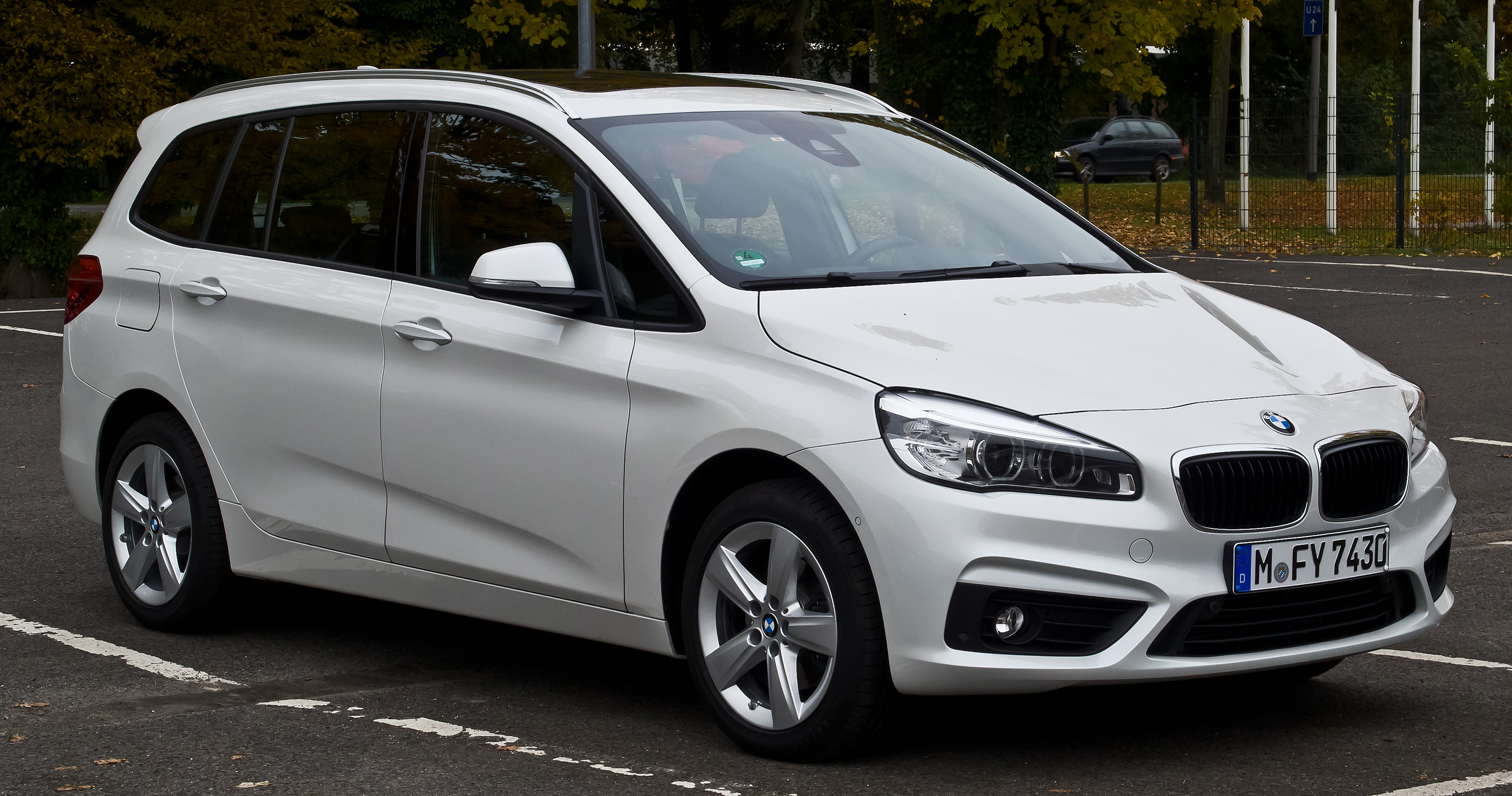
ب‌ام‌و ۲۱۸دی گرند تورر ادوانتگ (آلمان)

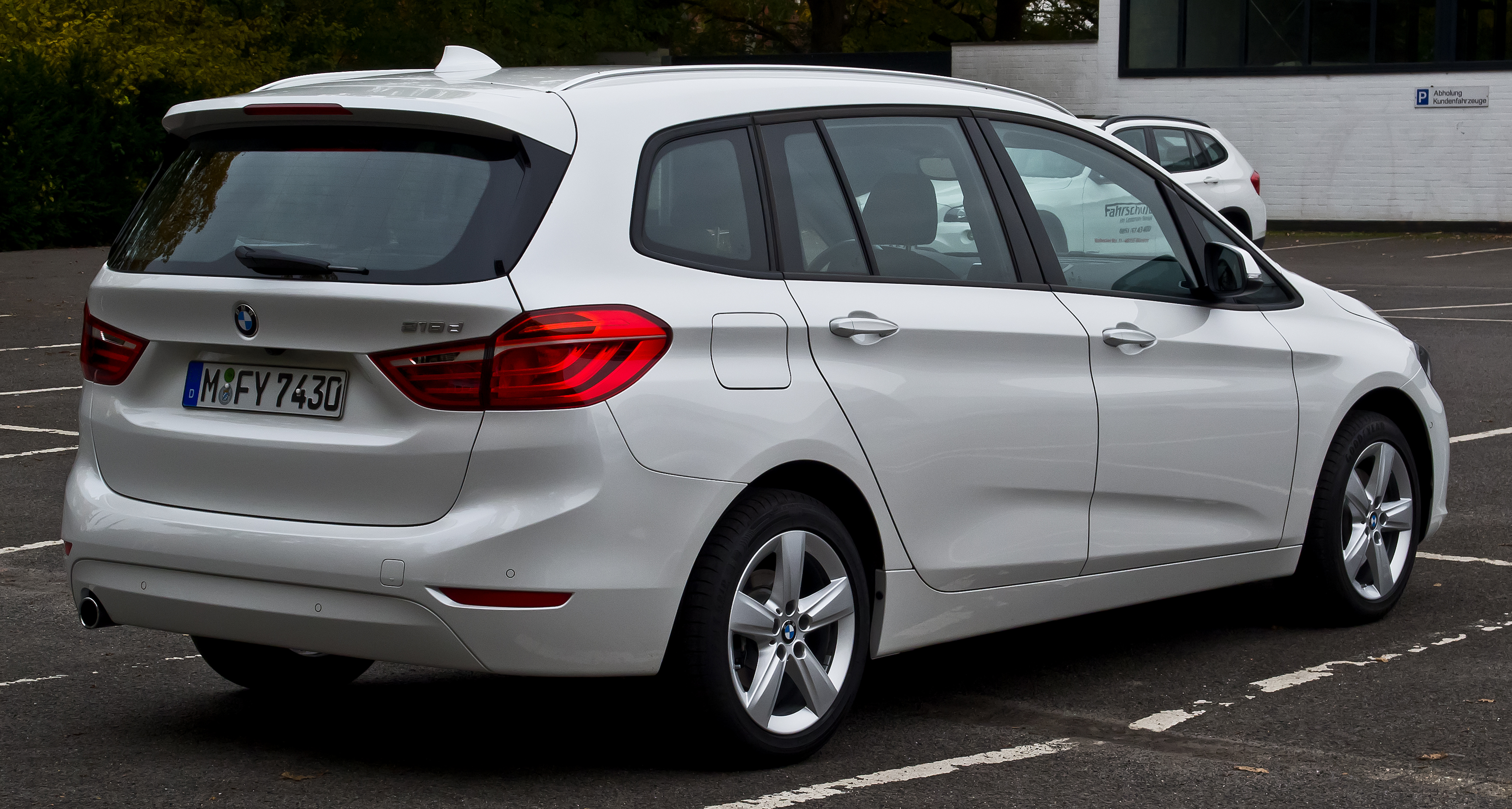
ب‌ام‌و ۲۱۸دی گرند تورر ادوانتگ (آلمان)

ب‌ام‌و سری ۲ گرند تورر یک نسخه تغییر یافته از ب‌ام‌و سری ۲ اکتیو تورر است که دارای فاصله بین دو محور بیشتر و ۷ صندلی است. صندلی‌های ششم و هفتم در این خودرو قابل تا شدن هستند.